# Harlem Heights
Harlem Heights és una concentració de població designada pel cens dels Estats Units a l'estat de Florida. Segons el cens del 2000 tenia 1.065 habitants.

## Demografia
Segons el cens del 2000, Harlem Heights tenia 1.065 habitants, 303 habitatges, i 236 famílies. La densitat de població era de 520,5 habitants/km².
Dels 303 habitatges en un 40,3% hi vivien nens de menys de 18 anys, en un 39,3% hi vivien parelles casades, en un 33,7% dones solteres, i en un 22,1% no eren unitats familiars. En el 16,8% dels habitatges hi vivien persones soles el 3% de les quals corresponia a persones de 65 anys o més que vivien soles. El nombre mitjà de persones vivint en cada habitatge era de 3,51 i el nombre mitjà de persones que vivien en cada família era de 3,92.
Per edats la població es repartia de la següent manera: un 33,6% tenia menys de 18 anys, un 10,3% entre 18 i 24, un 29,7% entre 25 i 44, un 18,5% de 45 a 60 i un 7,9% 65 anys o més.
L'edat mediana era de 29 anys. Per cada 100 dones de 18 o més anys hi havia 91,6 homes.
La renda mediana per habitatge era de 28.611 $ i la renda mediana per família de 27.056 $. Els homes tenien una renda mediana de 22.826 $ mentre que les dones 20.000 $. La renda per capita de la població era de 8.963 $. Entorn del 27,4% de les famílies i el 27,5% de la població estaven per davall del llindar de pobresa.

## Poblacions més properes
El següent diagrama mostra les poblacions més properes.